# Pyrrosia gardneri
Pyrrosia gardneri är en stensöteväxtart som först beskrevs av Kze. och Georg Heinrich Mettenius, och fick sitt nu gällande namn av Sledge. Pyrrosia gardneri ingår i släktet Pyrrosia och familjen Polypodiaceae. Inga underarter finns listade.